# Sittin' Pretty (film)
Sittin' pretty è una commedia muta del 1924 diretta da Leo McCarey con protagonista Charley Chase.
Il film fu distribuito il 28 settembre 1924.